# فيلاركايو دي ميراينداد دي كاستيلا لافايجا

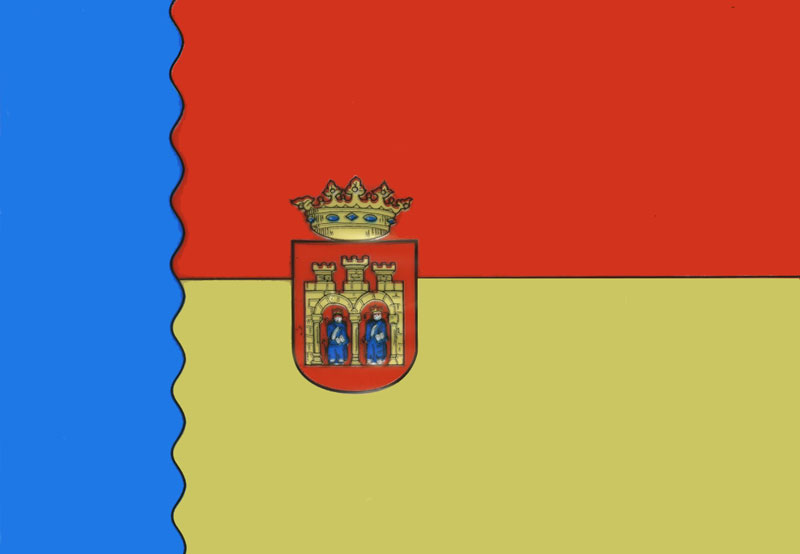
علم البلدية

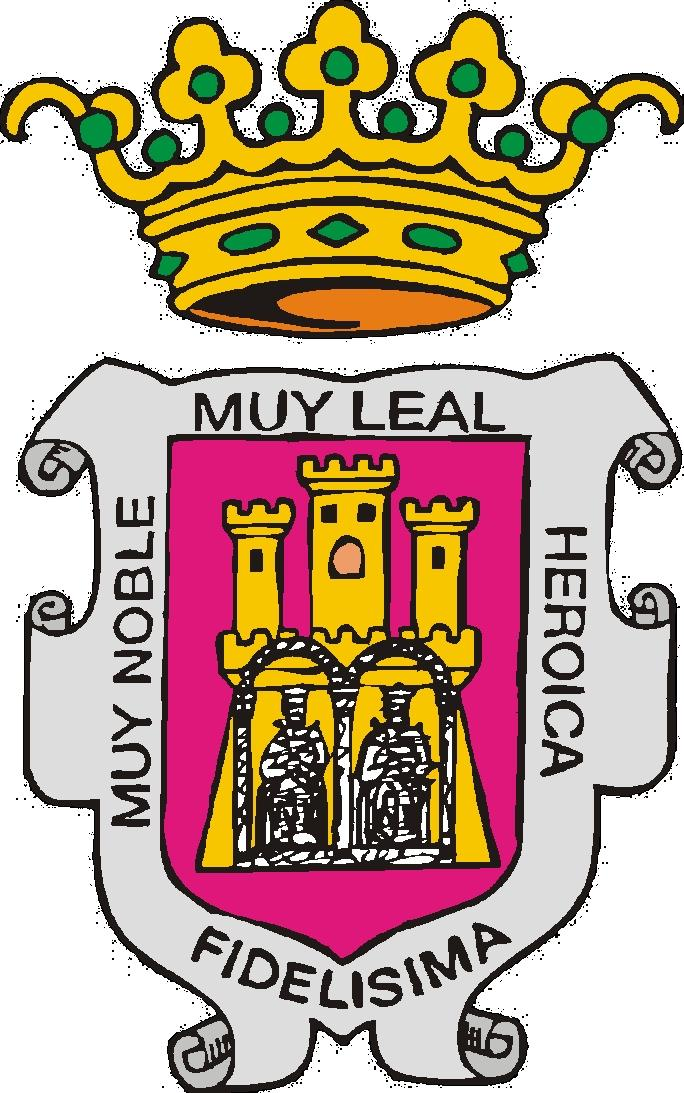
شعار البلدية

بلدية فيلاركايو دي ميراينداد دي كاستيلا لافايجا (بالإسبانية: Villarcayo de Merindad de Castilla la Vieja)‏, هي إحدى بلديات مقاطعة برغش, التي تقع في منطقة قشتالة وليون, والتي تقع في شمال غرب إسبانيا.
يبلغ عدد سكانها 4.521 نسمة وفقاً لإحصائية سنة (2007). وتبلغ مساحتها 159.68 كم2, وبذلك تكون الكثافة السكانية 28.31 نسمة/كم2. وتقع على ارتفاع 599 م عن سطح البحر.

## أعلام
- بيدرو غونزاليس مارتينيز
- أنيجو كويستا
- ماريو غونزاليس غوتيريز